# 中国民主建国会吉林省委员会
中国民主建国会吉林省委员会，简称民建吉林省委、吉林民建，是中国民主建国会在吉林省的地方组织。

## 历届委员会

### 第一届
- 任期：1980年6月－1984年2月
- 主任委员：成盛三
- 副主任委员：苗竹贤、高葆庆、丛培业、孙紫东

### 第二届
- 1984年2月－1988年10月
- 主任委员：成盛三
- 副主任委员：苗竹贤、高葆庆、丛培业、孙紫东、李国泰

### 第三届
- 任期：1988年10月－1992年6月
- 主任委员：成盛三 → 李国泰
- 副主任委员：李国泰、胡宏敏、郜长春、徐祚祥、崔建本

### 第四届
- 任期：1992年6月－1997年7月
- 主任委员：李国泰
- 副主任委员：胡宏敏、郜长春、徐祚祥、崔建本、郭平（增补）、伍龙章（增补）、车秀兰（增补）

### 第五届
- 任期：1997年7月－2002年7月
- 主任委员：伍龙章
- 副主任委员：胡宏敏、徐祚祥、郭平、车秀兰

### 第六届
- 任期：2002年7月－2007年6月
- 主任委员：伍龙章
- 副主任委员：车秀兰、钱龙生、杨万军、陈巳、李忠玉、王欣（增补）

### 第七届
- 任期：2007年6月－2012年6月
- 主任委员：车秀兰
- 副主任委员：钱龙生、杨万军、陈巳、李忠玉、王欣、赵暘

### 第八届
- 任期：2012年6月－2017年6月
- 主任委员：车秀兰
- 副主任委员：陈巳、李忠玉、王欣、赵暘、贾晓东、吕岩峰、宋村珠、李敏花（2015年2月－）

### 第九届
- 任期：2017年6月－
- 主任委员：车秀兰（－2020年3月27日） → 贾晓东（2020年3月27日－）
- 副主任委员：赵暘、贾晓东（－2020年3月27日）、吕岩峰、李敏花、夏娟、张荣生、王金键